# Lodgepole (Nebraska)
Lodgepole est un village du comté de Cheyenne, dans l'État du Nebraska, aux États-Unis. En 2020, il comptait une population de 312 habitants.